# Devin Durrant
Devin George Durrant (Provo, Utah, 20 de octubre de 1960) es un exjugador de baloncesto estadounidense que disputó dos temporadas en la NBA y tres en Europa. Con 2,00 metros de altura, lo hacía en la posición de alero.

## Trayectoria deportiva

### Universidad
Tras haber disputado el prestigioso McDonald's All American en su etapa de high school en 1978, jugó durante cuatro temporadas con los Cougars de la Universidad Brigham Young, con una pausa de dos años en la que ejerció de misionero mormón en España, en las que promedió 19,5 puntos y 5,5 rebotes por partido. Tras regresar de las misiones, en su temporada júnior fue elegido en el mejor quinteto y mejor jugador de la Western Athletic Conference, que compartió con Pace Mannion y Michael Cage.
Ya en su temporada sénior batió el récord de anotación de los Cougars en una temporada, con 833 puntos, acabando tercero en la clasificación de anotadores de la División I de Baloncesto Masculino de la NCAA. Fue nuevamente incluido en el mejor quinteto de la WAC, y también en el segundo quinteto del All American. Su mejor anotación de la temporada la consiguió ante Universidad de Hawái, anotando 38 puntos.

### Profesional
Fue elegido en la vigésimo quinta posición del Draft de la NBA de 1984 por Indiana Pacers, con los que firmó un contrato multianual. pero no encajó en el estilo de juego de su entrenador, George Irvine, jugando poco más de 12 minutos por partido en los que promedió 5,1 puntos y 2,1 rebotes.
Al término de la temporada fue despedido, fichando como agente libre por Phoenix Suns.Tras disputar cuatro partidos fue cortado por el equipo, dejando el baloncesto temporalmente. En 1986 ficha por el CB Santa Coloma de 1.ª B, la segunda categoría del baloncesto español, siendo el máximo anotador de la competición. La temporada siguiente ficha por el CB Guadalajara, de la misma competición, donde rindió un buen nivel hasta que cae lesionado y es sustituido. En 1988 ficha por el Olympique Antibes de la liga francesa, donde en su única temporada promedió 18,1 puntos, 3,7 asistencias y 3,0 rebotes por partido. Al término de la misma, se retiraría definitivamente.

## Estadísticas de su carrera en la NBA

### Temporada regular
| Temporada | Edad | Equipo         | Liga | P  | TIT | MIN  | TC  | TCA | %TC  | 3P  | 3PA | %3P  | TL  | TLA | %TL  | R.OF. | R.DEF. | REB | ASIS | ROB | TAP | PER | FP  | PTS |
| 1984-85   | 24   | Indiana Pacers | NBA  | 59 | 8   | 12.8 | 1.9 | 4.6 | .416 | 0.0 | 0.1 | .000 | 1.2 | 1.7 | .706 | 0.8   | 1.3    | 2.1 | 1.4  | 0.3 | 0.2 | 1.3 | 1.8 | 5.1 |
| 1985-86   | 25   | Phoenix Suns   | NBA  | 4  | 0   | 12.8 | 2.0 | 5.3 | .381 | 0.0 | 0.0 |      | 0.3 | 1.0 | .250 | 0.5   | 1.5    | 2.0 | 1.3  | 0.8 | 0.0 | 1.0 | 2.5 | 4.3 |
| Total     |      |                | NBA  | 63 | 8   | 12.8 | 1.9 | 4.7 | .414 | 0.0 | 0.0 | .000 | 1.2 | 1.7 | .689 | 0.8   | 1.3    | 2.1 | 1.3  | 0.3 | 0.2 | 1.3 | 1.8 | 5.0 |